# Mariä Himmelfahrt (Lappersdorf)

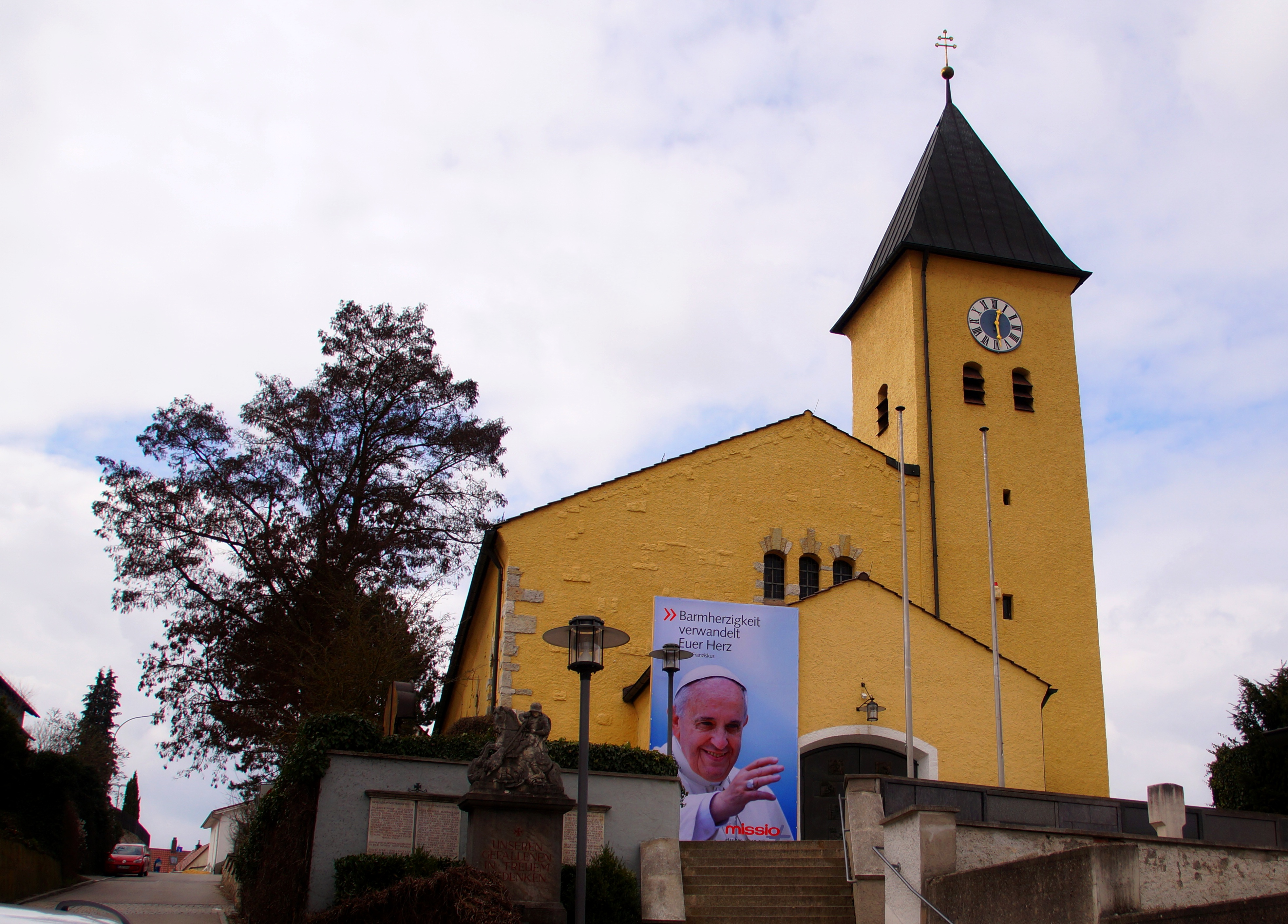
Mariä Himmelfahrt (Lappersdorf)

Die römisch-katholische, denkmalgeschützte Pfarrkirche Mariä Himmelfahrt steht in Lappersdorf, einem Markt im Landkreis Regensburg der Oberpfalz. Sie ist dem Bistum Regensburg zugeordnet. Das Bauwerk ist unter der Denkmalnummer D-3-75-165-2 als Baudenkmal in die Bayerische Denkmalliste eingetragen.

## Beschreibung
Die Saalkirche wurde 1930 nach einem Entwurf des Münchener Architekten Georg Holzbauer neu errichtet. Das Langhauses wird an seiner Nordseite im Osten von einem mit einem Pyramidendach bedeckten Kirchturm flankiert, dessen oberstes Geschoss die Turmuhr und den Glockenstuhl beherbergt, in dem fünf Kirchenglocken hängen. Der mittelalterliche Chorturm an der Westseite des Langhauses wurde beibehalten.
Zur Kirchenausstattung gehört ein Hochaltar aus dem 17. Jahrhundert, der von den Statuen des heiligen Florian und der heiligen Barbara flankiert wird. Auf dem Altarretabel ist Mariä Himmelfahrt dargestellt. Die Brüstung der um 1750 gebauten Kanzel enthält Bilder über die vier Evangelisten. Das Tabernakel befindet sich am linken Seitenaltar. Die Orgel auf der Empore wurde 1983 als Opus 81 von Georg Jann gebaut.